# Corinna recurva
Corinna recurva là một loài nhện trong họ Corinnidae.
Loài này thuộc chi Corinna. Corinna recurva được miêu tả năm 2000 bởi Bonaldo.